# Qualificazioni al Campionato europeo femminile di pallacanestro 2015
Le qualificazioni al FIBA EuroBasket Women 2015 si sono svolte dal 7 giugno 2013 al 25 giugno 2014.
Le qualificazioni sono state divise in due parti. Nel primo turno hanno partecipato solo le squadre che non si erano qualificate per l'edizione 2013.

## Primo turno

### Fase a gruppi
Le vincenti di ogni gruppo si sono qualificate per la fase a eliminazione diretta.

#### Girone A
| Pos. | Squadra     | Pt | G | V | P | PF  | PS  | DP  |
| ---- | ----------- | -- | - | - | - | --- | --- | --- |
| 1.   | Grecia      | 6  | 3 | 3 | 0 | 199 | 170 | +29 |
| 2.   | Estonia     | 5  | 3 | 2 | 1 | 199 | 165 | +34 |
| 3.   | Paesi Bassi | 4  | 3 | 1 | 2 | 190 | 191 | -1  |
| 4.   | Lussemburgo | 3  | 3 | 0 | 3 | 174 | 236 | -62 |

| Arbitri: | Carlos Cortés Neil Wilkinson Luís Lopes |

|                          |          |                        |
| Dīmītrakou 22            | Punti    | 19 Klein, van Grinsven |
| Chatzīnikolaou 4         | Assist   | 3 Bröring              |
| Chatzīnikolaou, Spanou 8 | Rimbalzi | 9 van Grinsven         |

| Arbitri: | Alessandro Martolini Carole Delauné Anne Panther |

|            |          |              |
| Nikolai 15 | Punti    | 14 Meynadier |
| Anderson 9 | Assist   | 4 Schmit     |
| Bratka 10  | Rimbalzi | 4 Schmitz    |

| Arbitri: | Carole Delauné Anne Panther Sebastien Clivaz |

|                              |          |             |
| van Grinsven 15              | Punti    | 22 Anderson |
| van den Adel 3               | Assist   | 3 Anderson  |
| van den Adel, van Grinsven 5 | Rimbalzi | 10 Rebane   |

| Arbitri: | Neil Wilkinson Luís Lopes Alessandro Martolini |

|            |          |                   |
| Mossong 23 | Punti    | 20 Chatzīnikolaou |
| Hetting 5  | Assist   | 6 Lymoura         |
| Mossong 5  | Rimbalzi | 10 Spanou         |

| Arbitri: | Carlos Cortés Alessandro Martolini Sebastien Clivaz |

|                       |          |               |
| Nikolai 13            | Punti    | 12 Dīmītrakou |
| Nikolai, Rosenfeldt 3 | Assist   | 4 Lymoura     |
| Rebane 7              | Rimbalzi | 7 Sōtīriou    |

| Arbitri: | Luís Lopes Neil Wilkinson Anne Panther |

|                       |          |            |
| van den Adel 13       | Punti    | 17 Schmit  |
| Klein, van den Adel 5 | Assist   | 4 Schmit   |
| van Grinsven 15       | Rimbalzi | 5 Haentges |

#### Girone B
| Pos. | Squadra  | Pt | G | V | P | PF  | PS  | DP  |
| ---- | -------- | -- | - | - | - | --- | --- | --- |
| 1.   | Bulgaria | 4  | 2 | 2 | 0 | 130 | 117 | +13 |
| 2.   | Slovenia | 3  | 2 | 1 | 1 | 136 | 133 | +3  |
| 3.   | Svizzera | 2  | 2 | 0 | 2 | 141 | 157 | -16 |

| Arbitri: | José Ramón García Ortiz Jasmina Juras Nikola Perlic |

|             |          |           |
| Tomova 18   | Punti    | 13 Oblak  |
| Dimitrova 4 | Assist   | 4 Oblak   |
| Miteva 13   | Rimbalzi | 11 Piršić |

| Arbitri: | José Ramón García Ortiz Jasmina Juras Fabiana Martinescu |

|             |          |            |
| Trebec 18   | Punti    | 21 Twehues |
| Abramovič 7 | Assist   | 8 Rol      |
| Trebec 11   | Rimbalzi | 9 Giroud   |

| Arbitri: | José Ramón García Ortiz Fabiana Martinescu Nikola Perlic |

|           |          |           |
| Turin 26  | Punti    | 27 Tomova |
| Turin 4   | Assist   | 6 Guneva  |
| Giroud 12 | Rimbalzi | 9 Miteva  |

#### Girone C
| Pos. | Squadra   | Pt | G | V | P | PF  | PS  | DP  |
| ---- | --------- | -- | - | - | - | --- | --- | --- |
| 1.   | Polonia   | 4  | 2 | 2 | 0 | 144 | 116 | +28 |
| 2.   | Belgio    | 3  | 2 | 1 | 1 | 119 | 135 | -16 |
| 3.   | Finlandia | 2  | 2 | 0 | 2 | 112 | 124 | -12 |

| Arbitri: | Andris Aunkrogers Chris Dodds Asa Johansson |

|              |          |               |
| Hendrickx 17 | Punti    | 24 Skobel     |
| Hendrickx 3  | Assist   | 4 Idczak      |
| Hendrickx 12 | Rimbalzi | 5 Leciejewska |

| Arbitri: | Gintaras Vitkauskas Chris Dodds Asa Johansson |

|                |          |              |
| Leciejewska 16 | Punti    | 15 Piipari   |
| Idczak 3       | Assist   | 3 Tuukkanen  |
| Leciejewska 9  | Rimbalzi | 6 Korpivaara |

| Arbitri: | Chris Dodds Gintaras Vitkauskas Andris Aunkrogers |

|                          |          |              |
| Tuukkanen, Korpivaara 14 | Punti    | 12 Hendrickx |
| Lehtoranta 2             | Assist   | 2 Mayombo    |
| Tuukkanen 12             | Rimbalzi | 14 Hendrickx |

#### Girone D
| Pos. | Squadra    | Pt | G | V | P | PF  | PS  | DP  |
| ---- | ---------- | -- | - | - | - | --- | --- | --- |
| 1.   | Israele    | 6  | 3 | 3 | 0 | 199 | 169 | +30 |
| 2.   | Germania   | 5  | 3 | 2 | 1 | 210 | 210 | 0   |
| 3.   | Macedonia  | 4  | 3 | 1 | 2 | 199 | 215 | -16 |
| 4.   | Portogallo | 3  | 3 | 0 | 3 | 171 | 185 | -14 |

| Arbitri: | Georgios Tanatzis Piotr Pastusiak Maka Kupatadze |

|              |          |                  |
| Doron 19     | Punti    | 9 tre giocatrici |
| Doron 7      | Assist   | 5 Mersch         |
| Fleischer 10 | Rimbalzi | 12 Fikiel        |

| Arbitri: | Aleksandar Glišić Antonis Demetriou Özlem Yalman |

|              |          |                    |
| Freitas 14   | Punti    | 19 Dimovska        |
| Nascimento 3 | Assist   | 3 Dimovska, Givens |
| Da Silva 12  | Rimbalzi | 13 Gavriloska      |

| Arbitri: | Georgios Tanatzis Piotr Pastusiak Özlem Yalman |

|                |          |              |
| Breitreiner 21 | Punti    | 16 Correia   |
| Skuballa 5     | Assist   | 4 Nascimento |
| Fikiel 16      | Rimbalzi | 13 Da Silva  |

| Arbitri: | Maka Kupatadze Antonis Demetriou Semën Ovinov |

|           |          |              |
| Givens 25 | Punti    | 17 Fleischer |
| Givens 5  | Assist   | 7 Cohen      |
| Givens 11 | Rimbalzi | 17 Fleischer |

| Arbitri: | Georgios Tanatzis Maka Kupatadze Semën Ovinov |

|               |          |             |
| Correia 16    | Punti    | 14 Epstein  |
| Faustino 4    | Assist   | 10 Cohen    |
| Nascimento 10 | Rimbalzi | 10 Abramzon |

| Arbitri: | Antonis Demetriou Aleksandar Glišić Özlem Yalman |

|                  |          |               |
| Skuballa 25      | Punti    | 27 Dimovska   |
| tre giocatrici 4 | Assist   | 6 Givens      |
| Fikiel 18        | Rimbalzi | 14 Gavriloska |

### Fase a eliminazione diretta
La vincente si è qualificata direttamente per la fase finale.
|  | Semifinali | Semifinali | Semifinali | Semifinali | Semifinali |  |  | Finale | Finale  | Finale | Finale | Finale |  |
|  |            |            |            |            |            |  |  |        |         |        |        |        |  |
|  | 1          | Polonia    | 44         | 65         | 109        |  |  |        |         |        |        |        |  |
|  | 4          | Bulgaria   | 59         | 44         | 103        |  |  | 1      | Polonia | 46     | 57     | 103    |  |
|  | 2          | Israele    | 57         | 57         | 114        |  |  | 3      | Grecia  | 61     | 56     | 117    |  |
|  | 3          | Grecia     | 69         | 66         | 135        |  |  |        |         |        |        |        |  |

#### Semifinali

##### Andata
| Arbitri: | Uroš Obrknežević Régis Bardera Tamas Földhazi |

|                     |          |                     |
| Dimitrova 22        | Punti    | 10 Leciejewska      |
| Tomova, Dimitrova 3 | Assist   | 3 Owczarzak, Idczak |
| Tomova 12           | Rimbalzi | 6 Leciejewska       |

| Arbitri: | Marco Giansanti Haris Bijedić Milan Brziak |

|           |          |                     |
| Spanou 21 | Punti    | 19 Epstein          |
| Lymoura 5 | Assist   | 3 Doron, Cohen      |
| Spanou 14 | Rimbalzi | 5 Epstein, Levitsky |

##### Ritorno
| Arbitri: | Nebojsa Kovacevic Andrei Sharapa |

|             |          |             |
| Misiek 12   | Punti    | 10 Tomova   |
| Idczak 5    | Assist   | 2 Dimitrova |
| Majewska 10 | Rimbalzi | 6 Tomova    |

| Arbitri: | Sreten Radović Miloš Koljenšić Vladyslav Isachenko |

|             |          |                      |
| Epstein 11  | Punti    | 12 Chatzīnikolaou    |
| Doron 5     | Assist   | 3 quattro giocatrici |
| Levitsky 10 | Rimbalzi | 9 Papamichaīl        |

#### Finale

##### Andata
| Arbitri: | Ademir Zurapović Marco Giansanti David Romano |

|                  |          |                   |
| Spanou 18        | Punti    | 11 Pawlak, Idczak |
| Lymoura 4        | Assist   | 2 tre giocatrici  |
| Chatzīnikolaou 9 | Rimbalzi | 7 Majewska        |

##### Ritorno
| Arbitri: | Miguel Anguel Perez Niz Juris Kokainis Clemens Fritz |

|                    |          |                    |
| Szott-Hejmej 14    | Punti    | 19 Spanou          |
| Idczak 5           | Assist   | 6 Spanou           |
| Majewska, Skorek 4 | Rimbalzi | 7 Sōtīriou, Spanou |

## Secondo turno
Le 22 nazionali partecipanti sono state divise in 4 gruppi di 4 squadre e 2 gruppi di 3, con partite di andata e ritorno. Si sono qualificate per la fase finale le prime classificate di ogni gruppo e le migliori 5 seconde classificate, calcolate tenendo conto dei risultati ottenuti contro prima e terza classificata del girone.

### Gruppo A
| Pos. | Squadra     | Pt | G | V | P | PF  | PS  | DP   |
| ---- | ----------- | -- | - | - | - | --- | --- | ---- |
| 1.   | Slovacchia  | 11 | 6 | 5 | 1 | 433 | 323 | +110 |
| 2.   | Polonia     | 11 | 6 | 5 | 1 | 395 | 329 | +66  |
| 3.   | Slovenia    | 8  | 6 | 2 | 4 | 361 | 365 | -4   |
| 4.   | Lussemburgo | 6  | 6 | 0 | 6 | 253 | 425 | -172 |

| Squadra     | Lussemburgo (bandiera) | Polonia (bandiera) | Slovacchia (bandiera) | Slovenia (bandiera) |
| ----------- | ---------------------- | ------------------ | --------------------- | ------------------- |
| Lussemburgo |                        | 45 – 66            | 42 – 70               | 57 – 66             |
| Polonia     | 66 – 33                |                    | 75 – 70               | 65 – 51             |
| Slovacchia  | 82 – 41                | 71 – 55            |                       | 74 – 58             |
| Slovenia    | 75 – 35                | 59 – 68            | 52 – 66               |                     |

### Gruppo B
| Pos. | Squadra       | Pt | G | V | P | PF  | PS  | DP   |
| ---- | ------------- | -- | - | - | - | --- | --- | ---- |
| 1.   | Lituania      | 11 | 6 | 5 | 1 | 518 | 407 | +111 |
| 2.   | Gran Bretagna | 10 | 6 | 4 | 2 | 403 | 383 | +20  |
| 3.   | Belgio        | 9  | 6 | 3 | 3 | 466 | 412 | +54  |
| 4.   | Macedonia     | 6  | 6 | 0 | 6 | 362 | 547 | -185 |

| Squadra       | Belgio (bandiera) | Regno Unito (bandiera) | Lituania (bandiera) | Macedonia (bandiera) |
| ------------- | ----------------- | ---------------------- | ------------------- | -------------------- |
| Belgio        |                   | 70 – 74                | 67 – 77             | 94 – 66              |
| Gran Bretagna | 56 – 49           |                        | 63 – 70             | 71 – 60              |
| Lituania      | 81 – 91           | 81 – 61                |                     | 108 – 66             |
| Macedonia     | 58 – 95           | 53 – 78                | 59 – 101            |                      |

### Gruppo C
| Pos. | Squadra    | Pt | G | V | P | PF  | PS  | DP  |
| ---- | ---------- | -- | - | - | - | --- | --- | --- |
| 1.   | Lettonia   | 11 | 6 | 5 | 1 | 427 | 374 | +53 |
| 2.   | Italia     | 10 | 6 | 4 | 2 | 377 | 347 | +30 |
| 3.   | Portogallo | 8  | 6 | 2 | 4 | 347 | 377 | -30 |
| 4.   | Estonia    | 7  | 6 | 1 | 5 | 346 | 399 | -53 |

| Squadra    | Estonia (bandiera) | Italia (bandiera) | Lettonia (bandiera) | Portogallo (bandiera) |
| ---------- | ------------------ | ----------------- | ------------------- | --------------------- |
| Estonia    |                    | 45 – 52           | 56 – 74             | 67 – 60               |
| Italia     | 66 – 58            |                   | 83 – 68             | 65 – 52               |
| Lettonia   | 82 – 60            | 70 – 59           |                     | 71 – 61               |
| Portogallo | 65 – 60            | 54 – 52           | 55 – 62             |                       |

### Gruppo D
| Pos. | Squadra    | Pt | G | V | P | PF  | PS  | DP  |
| ---- | ---------- | -- | - | - | - | --- | --- | --- |
| 1.   | Montenegro | 11 | 6 | 5 | 1 | 427 | 379 | +48 |
| 2.   | Ucraina    | 11 | 6 | 5 | 1 | 476 | 396 | +80 |
| 3.   | Finlandia  | 7  | 6 | 1 | 5 | 377 | 450 | -73 |
| 4.   | Germania   | 7  | 6 | 1 | 5 | 383 | 438 | -55 |

| Squadra    | Finlandia (bandiera) | Germania (bandiera) | Montenegro (bandiera) | Ucraina (bandiera) |
| ---------- | -------------------- | ------------------- | --------------------- | ------------------ |
| Finlandia  |                      | 63 – 51             | 62 – 82               | 52 – 75            |
| Germania   | 84 – 79              |                     | 48 – 60               | 72 – 81            |
| Montenegro | 75 – 72              | 63 – 52             |                       | 76 – 70            |
| Ucraina    | 83 – 49              | 92 – 76             | 75 – 71               |                    |

### Gruppo E
| Pos. | Squadra     | Pt | G | V | P | PF  | PS  | DP  |
| ---- | ----------- | -- | - | - | - | --- | --- | --- |
| 1.   | Russia      | 7  | 4 | 3 | 1 | 254 | 212 | +42 |
| 2.   | Svezia      | 7  | 4 | 3 | 1 | 253 | 213 | +40 |
| 3.   | Paesi Bassi | 4  | 4 | 0 | 4 | 200 | 282 | -82 |

| Squadra     | Lussemburgo (bandiera) | Polonia (bandiera) | Slovacchia (bandiera) |
| ----------- | ---------------------- | ------------------ | --------------------- |
| Paesi Bassi |                        | 60 – 68            | 51 – 73               |
| Russia      | 69 – 44                |                    | 65 – 51               |
| Svezia      | 72 – 45                | 57 – 52            |                       |

### Gruppo F
| Pos. | Squadra  | Pt | G | V | P | PF  | PS  | DP  |
| ---- | -------- | -- | - | - | - | --- | --- | --- |
| 1.   | Croazia  | 8  | 4 | 4 | 0 | 306 | 245 | +61 |
| 2.   | Bulgaria | 5  | 4 | 1 | 3 | 259 | 288 | -29 |
| 3.   | Israele  | 5  | 4 | 1 | 3 | 270 | 302 | -32 |

| Squadra  | Bulgaria (bandiera) | Croazia (bandiera) | Israele (bandiera) |
| -------- | ------------------- | ------------------ | ------------------ |
| Bulgaria |                     | 65 – 69            | 75 – 70            |
| Croazia  | 78 – 51             |                    | 76 – 73            |
| Israele  | 71 – 68             | 56 – 83            |                    |

### Confronto tra le seconde classificate
| Gr. | Squadra       | Pt | G | V | P | PF  | PS  | DP  |
| --- | ------------- | -- | - | - | - | --- | --- | --- |
| D   | Ucraina       | 7  | 4 | 3 | 1 | 303 | 248 | +55 |
| E   | Svezia        | 7  | 4 | 3 | 1 | 253 | 213 | +40 |
| C   | Italia        | 7  | 4 | 3 | 1 | 259 | 244 | +15 |
| A   | Polonia       | 7  | 4 | 3 | 1 | 263 | 251 | +12 |
| B   | Gran Bretagna | 6  | 4 | 2 | 2 | 254 | 270 | -16 |
| F   | Bulgaria      | 5  | 4 | 1 | 3 | 259 | 288 | -29 |